# Alexys Benito Castro
Hecson Alexys (o Alexis) Benito Castro (La Primavera, 26 de enero de 1976) es un abogado y político colombiano, que se desempeñó como gobernador del departamento de Vichada desde el 1 de enero de 2024 hasta su destitución el 5 de febrero de 2025.

## Biografía
Nació en La Primavera, entonces en la Comisaría del Vichada, en enero de 1976, aunque creció en el vecino municipio de Santa Rosalía. Estudió Derecho en la Universidad Autónoma de Colombia y posee una especialización en derecho público de la Universidad Externado de Colombia.
Posteriormente, desempeñó puestos en la administración pública como abogado de la oficina jurídica de la Gobernación de Casanare, abogado en la oficina jurídica del Instituto de Deportes de Casanare, y abogado de la Alcaldía de Nemocón (Cundinamarca). En las elecciones regionales de 2011 resultó elegido Alcalde de Santa Rosalía. Más adelante también se desempeñó como Secretario de Gobierno de Vichada y Gobernador Encargado del mismo departamento.
En 2017 fue capturado por firmar un contrato irregular durante su mandato como alcalde. Según la Fiscalía General, habría pedido a un ciudadano particular construir un puente sin contrato a cambio de, posteriormente, «reconocerle algo»: Así, el 29 de noviembre de 2012 se firmó un contrato por más de $13.000.000 de pesos, el cual se certificó como ejecutado seis días después. Sin embargo, un juzgado de Puerto Carreño lo absolvió.
Pretendió presentarse como candidato a la Gobernación de Vichada en las elecciones regionales de 2019, pero en octubre de 2018 la Fiscalía General lo arrestó de nuevo. En esta ocasión, fue acusado de ofrecer $40.000.000 de pesos al Fiscal Luis Orlando Sáenz Ojeda para manipular los procesos judiciales que se adelantaban en su contra por irregularidades cometidas durante su mandato como alcalde. Aceptó los cargos y se le impuso prisión domiciliaria.
En las elecciones regionales de 2023 se presentó como candidato a la Gobernación de Vichada por el Partido de la U. Estando en plena campaña electoral, el 19 de septiembre de 2023, el Tribunal Superior de Villavicencio (Meta) profirió un fallo de segunda instancia declarándolo culpable por el caso de 2017, sentenciándolo a 93 meses de prisión y una inhabilitación del mismo tiempo para ejercer cargos públicos.
Sin embargo, en ausencia de una orden de captura, prosiguió con su campaña y resultó electo con 9.950 votos. Benito impugnó la decisión del Tribunal y, a pesar de la incertidumbre, asumió la Gobernación de Vichada el 1 de enero de 2024.
Finalmente, el 5 de febrero de 2025, la Sala de Casación Penal de la Corte Suprema de Justicia ratificó la condena en su contra, lo que resultó en su destitución inmediata del cargo. Su salida obligó a la convocatoria de elecciones atípicas en el departamento para elegir a su sucesor.